# Amelora fucosa
Amelora fucosa là một loài bướm đêm trong họ Geometridae.